# Корнель, Василий Иванович
Василий Иванович (Йозеф-Фридрих-Вильгельм) Корнель (нем. Josef Friedrich Wilhelm Cornel, 1866, Санкт-Петербург — 1936, Берлин) — московский предприниматель и общественный деятель немецкого происхождения.
Родился в 1866 г. в Санкт-Петербурге в семье выходцев из Пруссии, сам имел прусское подданство. Обучался в русской гимназии. Переехал в Москву, где основал электромеханический завод (угол Николо-Ямской и Берникова пер. — здание по адресу Берников пер. 1 не сохранилось), поставлявший детали и приборы, в том числе военного назначения, телеграфам и железным дорогам. К 1915 г. на заводе было около 200 (по данным В. Деннингхауса, 10 по данным Н. Ивановой) рабочих и служащих. В 1891 г. подал ходатайство о переходе в российское подданство, однако ему было отказано по формальным основаниям.
Активно занимался благотворительной деятельностью, в 1912 г. открыл в Сокольниках приют для бездомных детей, а в начале войны выступил с инициативой основания ещё одного приюта. Содержал на свои деньги лазарет для военнопленных и больницу для русских военнослужащих.
Деятельность Корнеля по помощи военнопленным (в частности, сбор средств в их пользу среди немецкоязычной общины) сделала его жертвой кампании по выявлению «немецких шпионов» в Москве в самый разгар 1-й мировой войны. Несмотря на заступничество московского городского головы М. В. Челнокова, американского генерального консула и ряда других видных деятелей Москвы, князь Ф. Ф. Юсупов (Сумароков-Эльстон) при поддержке генерала Е. Климовича принял решение о его высылке за пределы Москвы, в результате чего Корнель потерял свой завод и был вынужден с женой переселиться через нейтральные страны в Германию.
В 1916 году основал «Общество помощи русским гражданам в Берлине».
Жена Маргарита Александровна (урождённая Маргит Спира, р. 20 августа 1884, Надьката, Венгрия) была родом из еврейской семьи, переселившейся в Россию из Венгрии. За благотворительную деятельность во время войны имела различные награды Германии и Королевства Пруссия. Была в 1941 г. депортирована в Лодзинское гетто и погибла в Хелмно 7 мая 1942 г.